# Transparo

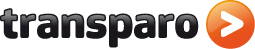
Logo von Transparo

transparo war ein Vergleichsportal für Versicherungen, Bankprodukte und Energietarife, das von 2011 bis Juni 2014 online war. Die in Augsburg ansässige transparo GmbH betrieb das Verbraucherportal.

## Produkte
Auf transparo konnten Verbraucher Preise und Leistungsmerkmale vergleichen. Zuletzt bot das Portal 20 Vergleichsrechner für Versicherungsprodukte, 6 für Bankprodukte und 3 für Energietarife. Die höchsten Nutzerzahlen gab es bei der Kfz-Versicherung, wo transparo 42 Versicherer und über 160 Tarife verglich.
transparo ist ein Versicherungsmakler. Kunden konnten für zahlreiche Versicherungen nach einem Vergleich den gewünschten Vertrag abschließen. Dafür erhielt transparo eine Provision.

## Geschichte
Das Unternehmen wurde 1995 unter dem Namen Aspect Online gegründet. 1996 bot es als erstes einen Onlinevergleich für Kfz-Versicherungen an, damals noch über BTX. 2011 übernahmen die Versicherer HDI, HUK-Coburg und Württembergische Gemeinde-Versicherung die Mehrheit an der Aspect Online AG. 2012 firmierte die Unternehmung um in transparo AG. Im April 2014 wurde bekanntgegeben, dass HUK-Coburg alle Anteile übernommen hat, das Portal ist zum 1. Juli 2014 eingestellt worden. Im Mai 2014 erfolgte die Umfirmierung der transparo AG in transparo GmbH. Die Marke Transparo sowie die Internetadresse wurden daraufhin von Verivox erworben.

## Zertifizierung
Der Kfz-Versicherungsvergleich wurde durch den TÜV Saarland zertifiziert. Die Prüfer bestätigen, dass das Portal die Vergleichsergebnisse neutral und objektiv auflistet. Quartalsweise wird die Einhaltung der Qualitätsstandards vom TÜV kontrolliert. Die Ratingagentur Assekurata Solutions hat das Kfz-Vergleichsportal ebenfalls zertifiziert. Dabei bestätigt das Institut, dass transparo mit allen Geschäftspartnern fair und vertrauensvoll umgeht. In seinen Leitlinien verspricht transparo unter anderem, alle Geschäftspartner gleich zu behandeln, um die sachgerechte Darstellung sämtlicher Produkte zu gewährleisten.
Mit den Zertifizierungen begegnete das Vergleichsportal Zweifeln an seiner Neutralität, nachdem drei Versicherer die Mehrheit am Portal übernommen haben.

## Kritik
In der Presse gibt es stellenweise Kritik an Vergleichsportalen allgemein. Vielen Verbrauchern sei nicht bewusst, dass Portale mit Vertragsabschlüssen Geld verdienen. Außerdem weisen Verbraucherschützer darauf hin, dass in keinem Portal alle Anbieter verglichen werden.
Laut transparo-Leitlinien können alle Anbieter am Vergleich teilnehmen, unabhängig davon ob transparo für die Vermittlung eine Provision erhält oder nicht. transparo veröffentlicht des Weiteren eine Liste der teilnehmenden und nicht teilnehmenden Anbieter. Außerdem empfiehlt das Unternehmen in seinen Regeln für Verbraucher, immer die Ergebnisse von mindestens zwei Vergleichsportalen zu vergleichen.